# Minor League Baseball
Minor League Baseball (MiLB) ist eine zusammenfassende Bezeichnung aller US-amerikanischen Baseball-Profiligen unterhalb der obersten Ligen, den beiden Major Leagues. Die einzelnen Ligen werden als unabhängige Unternehmen geführt, die bekanntesten sind jedoch Mitglied eines Dachverbandes, der ebenfalls Minor League Baseball genannt wird. Diese Ligen stehen in enger Zusammenarbeit mit Major-League-Teams (Franchises) und werden Affiliates (Tochterunternehmen) genannt. Einige Ligen, die so genannten Independent Leagues (unabhängige Ligen), haben keinerlei Verbindung zur Major League und sind somit auch kein Mitglied des Dachverbandes Minor League Baseball. Die Minor Leagues sind nach Spielstärke in „Triple-A“ (AAA), „Double-A“ (AA), „Single-A“ (A) und „Rookie Leagues“ (R) klassifiziert.
Derzeit gibt es 20 Ligen mit 246 Clubs in Kleinstädten und Vororten von Großstädten, die über die Vereinigten Staaten und Kanada verteilt sind, 17 davon im Dachverband der Minor League Baseball. Jede dieser an die Majors angeschlossene Minor League ist aus eigenständigen und separat geführten Teams zusammengestellt, die jedoch alle direkt an ein Major-League-Team gebunden sind. Diese Affiliates haben die Aufgabe, Spieler zu entwickeln und sie an die Major League heranzuführen, wohin sie dann nach Bedarf berufen werden. Minor League Baseball wird deshalb auch Farm System, die Minor-League-Teams Farm Clubs bzw. Farm Teams genannt. Diese, ursprünglich verächtliche, Bezeichnung entstand, als der General Manager der St. Louis Cardinals, Branch Rickey, in den 1930ern anfing die Baseballteams in Kleinstädten zu organisieren, um sie „Spieler heranzüchten zu lassen“.

## Geschichte
Siehe auch: Geschichte des Baseball
Baseball entwickelte sich Mitte bis Ende des 19. Jahrhunderts von einer Freizeitbetätigung zu einem professionell organisierten Sport. Mannschaften wurden gegründet und formten die ersten Ligen. Diese Ligen fusionierten, bis es über 35 größere Ligen gab, die über die ganzen Vereinigten Staaten verteilt waren. Die ersten Teams begannen ihre Spieler zu bezahlen und leiteten somit den Profibaseball ein.
Die mächtigsten dieser Ligen war die National League, die Teams in New York City hatte, der damaligen Medienhauptstadt der USA. Was die Aufmerksamkeit der New Yorker Journalisten erregte wurde weitestgehend als das Beste und Größte im ganzen Land betrachtet. Dies hatte zur Folge, dass die Teams der National League viel Zulauf aus den dichtbevölkerten Stadtteilen Manhattan oder auch Brooklyn erhielten, was ihnen viel Geld und somit einen riesigen Vorteil gegenüber anderen Teams und Ligen verschaffte. Sie fingen an Spieler aus anderen Ligen zu kaufen und ließen diese Verträge unterschreiben, die der Liga das Recht gab zu bestimmen, wann und wo die Spieler Baseball spielen würden, bis die Spieler in Rente gingen. Die Spieler waren praktisch das Eigentum der Liga. Diese Verträge wurden bald als Reserve Clause bekannt und waren einer der meistgehassten Aspekte des Baseballs, sowohl von den Spielern als auch von den anderen Ligen, die ihr Geld ausgaben um Talente zu fördern, nur damit diese von der National League weggeschnappt werden konnten. Somit wurde die National League die erste Major League.
In den späten 1890ern entschied sich der Präsident der Western League, Ban Johnson, die National League herauszufordern. 1900 änderte er den Namen der Liga in American League und versprach den Spielern der National League, die unzufrieden mit ihrem Gehalt und ihren Vertragsklauseln waren, sie unter Vertrag zu nehmen. Daraus resultierte ein regelrechter Krieg zwischen den beiden Ligen, der sich 1901 zuspitzte, was den Besitzer der Eastern League, Patrick T. Powers, und andere unabhängige Ligabesitzer besorgte. Sie fürchteten, dass sich der Konflikt auf ihre Ligen ausweiten könnte und so trafen sich Vertreter mehrerer unabhängiger Ligen am 5. September 1901 im Leland Hotel in Chicago, Illinois. Als Antwort auf den Krieg der beiden großen Ligen wurde die National Association of Professional Baseball Leagues (kurz NABPL oder NA) gegründet – die Organisation, die heute als Dachverband unter dem Namen Minor League Baseball tätig ist. Powers wurde zum ersten Präsidenten der NABPL, deren Sitz in Auburn, New York eingerichtet wurde. Vierzehn Ligen (die Eastern League, Western League, New England League, New York State League, Pacific Northwest League, Southern Association, Three-I League, North Carolina League, Connecticut League, Cotton States League, Iowa-South Dakota League, Michigan State League, Missouri Valley League und die Texas League) unterschrieben das Abkommen und spielten ab der 1902er Saison mit den neuen Regeln.
Das Ziel der NA war damals, die Unabhängigkeit der angeschlossenen Ligen zu gewährleisten. Viele unabhängige Ligen zogen es jedoch vor der NA nicht beizutreten und arbeiteten weiterhin auf sich alleine gestellt, da sie fürchteten die NA würde zu einer neuen Major League werden und somit ihren unabhängigen Status gefährden. 1903 endete der Kampf zwischen der American und der National League mit einem Abkommen. Die NA war in die Verhandlungen einbezogen und handelte Regeln aus, nach denen Spieler aus den NA-Ligen von den großen Ligen erworben werden durften. Die NA wurde involviert, da Spieler von Clubs anderer Ligen regelrecht gestohlen wurden, wofür der Club – wenn überhaupt – nur eine kleine Entschädigung erhielt. Das Abkommen von 1903 sicherte diesen Clubs in Zukunft eine Entschädigung zu, wenn sie Spieler, die sie selbst entdeckt und gefördert hatten an andere Ligen verkauften. Keinem NA-Team war vorgeschrieben, dass es Spieler verkaufen müsse, viele nutzten das Geld jedoch als wichtige Einnahmequelle.
Die Ligen verteidigten jedoch immer noch ihre Unabhängigkeit, sie sahen sich nach wie vor als eigenständige Sportunternehmen – nicht mehr und nicht weniger. Viele der Stars der NA waren in den Augen vieler Journalisten genauso gut wie viele Major-League-Stars. Der Status der unabhängigen Ligen schien jedoch gefährdet, als das oberste Bundesgericht 1922 den Baseballorganisationen eine spezielle Immunität vor dem Kartellrecht gewährte, was der American und National League praktisch ermöglichte, die Geschäfte der Unabhängigen zu bestimmen. So wurde 1925 von den Major Leagues ein Pauschalpreis für NA-Spieler von 5.000 US-Dollar festgesetzt. Dies war hauptsächlich gegen die Baltimore Orioles gerichtet, damals ein Triple-A-Team, deren Besitzer Jack Dunn sich jahrelang weigerte herausragende Spieler wie Babe Ruth oder Lefty Grove an die Majors zu verkaufen.
Der Begriff Minor wurde nur selten gebraucht, und wenn, dann meist nur von Sportjournalisten der Major League, bis Branch Rickey in den 1930ern das erste moderne Farm System entwickelte. Dem damaligen Commissioner of Baseball, Kenesaw Mountain Landis, gefiel Rickeys Idee überhaupt nicht, und so kämpfte er dagegen an. Die Große Depression in den USA zwang die Major-League-Teams jedoch, ähnliche Strukturen einzurichten, um einen ständigen Nachschub an Spielern zu gewährleisten, denn viele der unabhängigen und NA-Teams konnten es sich nicht leisten, ohne Hilfe der Major-League-Teams weiter tätig zu bleiben und mehrere Ligen stellten den Spielbetrieb ein. Die Ligen der NA wurden den Majors untergeordnet und wurden somit zu den ersten echten Minor Leagues. Mit Ausnahme der Pacific Coast League, die versuchte eine dritte Major League an der Westküste zu werden, behielten die Ligen ihren Namen, waren jedoch ökonomisch und politisch komplett abhängig von der National und American League.
Während des Zweiten Weltkriegs waren viele Profis in der U.S. Army, weshalb die Zahl der Teams und Ligen weiter zurückging. Von 1945 bis 1949 stieg die Zahl der Ligen in der NA kurzzeitig wieder von zwölf auf 59 an. Seither nahm die Zahl wieder ab und so gibt es heute nur noch 17 Minor Leagues in der NA, die sich 1999 offiziell in Minor League Baseball umbenannte. Die Minor League Baseball verwaltet bis heute das Minor-League-System, es gibt jedoch nach wie vor einige Ligen, die unabhängig von der Schirmherrschaft des Dachverbandes in Betrieb sind.

## Spieler in den Minor Leagues
Das Aufgebot eines Baseballteams in den Major Leagues besteht aus 40 Spielern. Davon spielen jedoch nur 25 für das eigentliche Major-League-Team, die anderen 15 Spieler spielen in einer Spielklasse der Minor Leagues bei einem Affiliate des Teams, meist Triple-A (der obersten Klasse). Dies ermöglicht den Spielern jeden Tag zu spielen, statt ständig auf der Ersatzbank zu sitzen. Die 40 Spieler des Aufgebots sind Mitglieder der Spielergewerkschaft Major League Baseball Players Association. Die 15 Minor-League-Spieler sind meist am unteren Ende der Major-League-Tariftabelle, sind jedoch mit allen Regeln und Abkommen der Gewerkschaft abgesichert. Die restlichen Minor-League-Spieler, die nicht zu den 40 Aufgebotsspielern gehören, stehen auch bei dem Major-League-Team unter Vertrag, zu dem ihr Minor-League-Team gehört, sie haben jedoch keine Gewerkschaft. Sie arbeiten normalerweise für viel weniger Geld, wobei Spieler in höheren Klassen meist mehr Geld verdienen als Spieler in niedrigeren.
Jedes Jahr finden Drafts statt, in denen die Major-League-Teams neue Talente von den High-School- und College-Mannschaften auswählen, die sie dann exklusiv unter Vertrag nehmen dürfen. Die Reihenfolge, nach denen die Teams Spieler auswählen dürfen ist jedes Jahr verschieden und hängt weiterhin von mehreren Faktoren ab. Diese Spieler werden – wenn sie zustimmen – unter Vertrag genommen, wofür sie manchmal Boni oder andere Entschädigungen erhalten, die in seltenen Fällen sogar in die Millionen gehen können. Sie sind dann mehrere Jahre an diesen Verein gebunden, der dann bestimmt, wo der Spieler zum Einsatz kommt, meist bei Affiliates in den niedrigen Minor-League-Klassen wie Rookie oder Single-A. Die Spieler steigen dann je nach Talent innerhalb der Minor League auf, bis sie eventuell eines Tages ins Major-League-Team berufen werden. Nicht selten kommt es vor, dass auch Minor-League-Spieler getauscht oder verkauft werden. Diese steigen dann jedoch meist in höhere Klassen der Minors ein.

## Das Farm-System heute

### Klassen
Zwei oder drei Ligen bilden zusammen eine der verschiedenen Klassen, die nach Können und Fortschritt der Spieler gestaffelt sind.
- Triple-A (AAA) – Dies ist die höchste Klasse unter den Minors, meist sind diese Teams in den Großstädten angesiedelt, die keinen Major-League-Verein haben. Hier spielen im Normalfall die 15 Spieler des Major-League-Aufgebots, die nicht in der obersten Spielklasse eingesetzt werden, weshalb Triple-A auch manchmal als Parking Lot (Parkplatz) bezeichnet wird, da hier viele Spitzenspieler für Notfälle bereitgehalten werden. Ab dem 1. September darf ein Team sein komplettes Aufgebot von 40 Mann in der Major League einsetzen, was vor allem für die Play-offs ausgeruhtere und frischere Spieler bedeutet. Für Teams, die keine Aussichten mehr auf die Play-offs haben bedeutet dies die Chance, ihre Spieler für die nächste Saison zu beurteilen.
- Double-A (AA) – Meist in mittelgroßen Städten vertreten stellt diese Klasse fast nur eine kurze Durchgangsstation auf dem Weg in die Majors dar. Viele Spieler werden direkt aus den AA-Teams in die Oberliga befördert. Die meisten Spieler in dieser Klasse kommen aus den unteren Ligen, nur wenige neue Spieler steigen direkt in den Double-A-Ball ein, meist Veteranen aus ausländischen Ligen, die schon Spielerfahrung mitbringen.
- Single-A (A) – Viele A-Teams sind in Kleinstädten oder Vororten von Metropolen angesiedelt und sind für den Feinschliff der Talente verantwortlich, d. h., sie arbeiten vor allem an der Kontrolle der Pitcher (Werfer) und der Konstanz der Batter (Schlagmänner). Die Klasse ist unterteilt in zwei Unterklassen, seitdem die Minor League Baseball Single-A 2002 neu strukturierte, an der Beförderung der Spieler hat dies jedoch nichts geändert, da die meisten Teams weiterhin so verfahren, als ob es noch drei Klassen gäbe:
  - High-A – Die California League, Florida State League und die Carolina League bleiben weiterhin spielerisch auf einem höheren Level als die restlichen Single-A-Teams. Sie sind somit direkt unter Double-A angesiedelt. Meist ist High-A die zweite oder dritte Beförderungsstufe für Spieler, es gibt jedoch auch einige Quereinsteiger, so z. B. herausragende neue Spieler die entweder schon College-Erfahrung haben oder in ausländischen Rookie-Ligen besonders aufgefallen sind, so spielen hier u. a. Japaner, Koreaner und Australier ihre erste Saison.
  - Low-A – Gute neue Spieler steigen hier ein und spielen zusammen mit aufgestiegenen Spielern. Es werden komplette Saisons gespielt. Zu den Low-A-Ligen zählen u. a. die South Atlantic League und die Midwest League.
- Short-Season Leagues – Hier werden verkürzte Saisons, von Juni bis September, gespielt. Der späte Start soll Teams die Zeit geben neue Talente unter Vertrag zu nehmen und diese dann sofort unter Ligabedingungen einzusetzen. Hier spielen somit meist späte Neueinsteiger oder Einsteiger der letzten Saison, die noch nicht bereit waren aufzusteigen oder für die in höheren Klassen kein Platz war.
  - Short-Season A – Besteht aus der New York-Penn League und der Northwest League und ist die höchste Klasse der Short Season Leagues. 22 Major-League-Clubs haben hier Affiliates. Im Normalfall beginnen College-Spieler ihre Karriere hier.
  - Advanced Rookie League – Bestehend aus der Appalachian League und der Pioneer League kommen hier meist High-School-Spieler an und stoßen zu den Spielern, die ihr zweites Jahr bestreiten. Für manche Teams stellen die Advanced Rookie Leagues die höchste Short Season League dar, andere Teams benutzen sie als Einstiegsliga und unterhalten kein Team in der eigentlichen Rookie League.
  - Rookie League – Die niedrigste Klasse der Minor Leagues, bestehend aus der Gulf Coast League und der Arizona League, und ebenfalls mit kurzen Saisons. Die Teams bestehen aus neu unter Vertrag genommenen Spielern, beispielsweise aus High-School-Teams, und Spielern, die aus der Dominican Summer League, Venezuelan Summer League oder der Mexican Academy League, also aus Süd- und Mittelamerika kommen.

Bis in die 1950er gab es außer den oben genannten Klassen noch B-, C- und D-Ligen (und sogar für eine halbe Saison lang eine E-Liga). Die B-Klasse entspricht der heutigen Rookie-Klasse. Die anderen Klassen verschwanden über die Jahre, da die Ligen den Spielbetrieb aufgrund mangelnder finanzieller Mittel aufgeben mussten. Ein Grund war die landesweite Ausstrahlung der Major-League-Spiele im Fernsehen, weshalb das Interesse an den untersten Ligen sank.

### Ligen
Insgesamt gehören der MiLB momentan 15 verschiedene Ligen an.
| Klasse     | Liga                    | Standort                |
| ---------- | ----------------------- | ----------------------- |
| AAA        | International League    | Vereinigte Staaten      |
| AAA        | Pacific Coast League    | Vereinigte Staaten      |
| AA         | Eastern League          | Vereinigte Staaten      |
| AA         | Southern League         | Vereinigte Staaten      |
| AA         | Texas League            | Vereinigte Staaten      |
| High A     | Midwest League          | Vereinigte Staaten      |
| High A     | Northwest League        | Vereinigte Staaten      |
| High A     | South Atlantic League   | Vereinigte Staaten      |
| Low-A      | California League       | Vereinigte Staaten      |
| Low-A      | Carolina League         | Vereinigte Staaten      |
| Low-A      | Florida State League    | Vereinigte Staaten      |
| Rookie     | Arizona Complex League  | Vereinigte Staaten      |
| Rookie     | Dominican Summer League | Dominikanische Republik |
| Rookie     | Florida Complex League  | Vereinigte Staaten      |
| Off-Season | Arizona Fall League     | Vereinigte Staaten      |

### Aufstieg der Spieler
Der Director of Player Development (zuständig für die Spielerentwicklung) beurteilt zusammen mit den Trainern und Managern in Frühlings-Trainingslagern ihre Spieler. Sowohl die Spieler des Frühlings-Lagers der Majors und der Winter-Trainingslager der Minors werden am Ende der Frühjahrs-Trainingssaison vom Major-League-Club in die Aufgebote der Minor Leagues verteilt. Der Director und der General Manager bestimmen im Normalfall in welche Ligen Neueinsteiger kommen, meist in Short Season Leagues, die im Juni beginnen, nachdem ihre Verträge unterschrieben sind. Das Farm-System ist aber in ständiger Bewegung, die Beurteilung der Spieler ein kontinuierlicher Prozess. Der Director of Player Development und seine Manager besprechen sich ständig und beurteilen, wie die Spieler in den verschiedenen Klassen abschneiden. Den Auf- und Abstieg innerhalb der Minor Leagues eines Spielers bestimmen mehrere Faktoren, natürlich vor allem seine persönlichen Leistungen und Verletzungen, jedoch auch guten Leistungen anderer Spieler in höheren und niedrigeren Klassen.
Die Spieler spielen im Normalfall komplette Saisons für das Team, dem sie zugewiesen wurden, es sei denn sie werden in eine höhere Klasse befördert (called up), in eine tiefere Klasse degradiert (sent down) oder komplett aus dem Farm-System gestrichen (released). Früher bedeutete die Entlassung aus den Minor Leagues das Ende der Profikarriere dieses Spielers. Heute kommt es vor, dass ein solcher Spieler ein bis zwei Saisons in einer unabhängigen Liga spielt, in denen viele Scouts (Beobachter) unterwegs sind und den Spieler eventuell einem anderen Major-League-Team empfehlen.

### Abweichungen
Es gibt ein paar erwähnenswerte Abweichungen von den Klassen des Farm-Systems:
- Rehabilitation – Verletzte Spieler können in die Minor League versetzt werden, um ihre Verletzungen auszukurieren. Die Spieler werden jedoch nicht unbedingt in Triple-A-Vereine geschickt, sondern meist in ein Team, das geographisch nicht weit vom Major-League-Team entfernt ist. So kann es vorkommen, dass ein Major-League-Star zum Aufbau in eine Single-A-Liga geschickt wird, da das Team in einem Vorort oder einer nahen Kleinstadt angesiedelt ist.
- Minor League Free Agency – Wie alle Profibaseballspieler können Minor-League-Spieler, deren Vertrag nach drei Jahren nicht verlängert wurde, in die Free Agency übergehen, sind also nicht mehr an einen Verein gebunden. Einiger dieser Free Agents spielen dann ein paar Saisons in den unabhängigen Minor Leagues, bevor sie einige Jahre später eventuell in das Farm-System eines anderen Teams einsteigen. Meist gehen Spieler in die Free Agency über, da sie meinen in ihrer Karriere nicht weiterzukommen, da die Major-League-Teams ihre Spieler lieber gegen hochbezahlte Stars anderer Clubs tauschen, anstatt Triple-A- oder Double-A-Spieler zu befördern. Diese suchen sich dann lieber einen neuen Verein, anstatt darauf zu warten, dass sie aufgrund einer Verletzung eines Stars in die Major Leagues berufen werden.
- Variationen des Klassensystems – Die Klassifizierung der Spieler ist heutzutage mehr eine grobe Faustregel, vor allem was die Beförderungsvoraussetzungen der Spieler angeht. Neue Spieler starten in allen Klassen des Farm-Systems, obwohl es nur in seltenen Fällen vorkommt, dass ein Einsteiger in einer Triple-A-Liga startet. Außerdem werden immer mehr Spieler direkt aus den Double-A-Teams in die Majors befördert, ohne Zeit im Triple-A zu verbringen, weshalb AAA zwei passende Spitznamen hat: Zum einen wird es von vielen Sportreportern Parking Lot (Parkplatz) genannt, da es leicht passieren kann, dass ein Spieler bei einem Triple-A-Club „geparkt“ wird, für den Fall, dass sich ein Major-League-Spieler verletzt. Manchmal wird AAA auch als dritte Major League bezeichnet, da das spielerische Niveau hervorragend ist, denn viele AAA-Spieler wollen ihr Talent unter Beweis stellen und spielen besonders motiviert.

## Affiliation
Major-League-Clubs gehen Anschlussvereinbarungen mit mehreren Minor-League-Teams ein, um ihre Spieler in allen Klassen zu fördern. Jedes Team in den Majors hat eine Vereinbarung mit einem Triple-A-Team, einem Double-A-Team, mindestens zwei Single-A-Team und die meisten haben mindestens ein Rookie-Team in den USA.
Single-A war früher nochmals in High-A und Low-A unterteilt, dies wurde jedoch 2002 von der Minor League Baseball aufgehoben, was jedoch die Major-League-Clubs nicht daran hindert, die Beförderung der Spieler auch weiterhin nach dem alten System durchzuführen, so sind die California und die Carolina League weiterhin auf einem höheren Niveau. 22 Major-League-Teams haben weiterhin noch je ein Team in einer Short-A-Liga und in einer US-amerikanischen Rookie-Liga. Teams, die kein Short-A-Team haben, unterhalten stattdessen zwei Affiliates in den Rookie-Ligen. Manche Clubs haben durchaus mehrere Rookie-Teams, vor allem wenn sie eines in Mexiko, Venezuela oder der Dominikanischen Republik unterhalten. Manche der süd- und mittelamerikanischen Rookie-Teams werden auch von zwei Major-League-Teams gemeinsam kontrolliert.
Affiliations sind Verträge, die im Allgemeinen auf zwei bzw. vier Jahre angelegt sind. Die Major-League-Clubs bezahlen die Spielergehälter, die Minor-League-Clubs kümmern sich um alles Weitere und übernehmen die sonstigen Unkosten. Die Affiliations können sich jedoch durchaus ändern. Dies kann einerseits finanzielle oder Konkurrenzgründe haben, andererseits kann es vorkommen, dass ein Minor-League-Team umzieht und sich einem neuen Major-League-Team anschließt. Die längste durchgehende Affiliation besteht seit 1958 zwischen den Baltimore Orioles und den Bluefield Orioles, einem Rookie-Team in der Appalachian League.